# 石川敬史 (歴史学者)
石川 敬史（いしかわ たかふみ、1971年8月18日 - ）は日本の政治学者。帝京大学文学部教授。専門はアメリカ独立革命史。

## 略歴
1971年北海道稚内市生まれ。稚内中央小学校、稚内中学校、北海道稚内高等学校を経て、1999年北海道大学法学部卒業、2004年3月同大学院法学研究科博士課程単位取得退学。2004年6月北海道大学より「ジョン・アダムズの中央政府論」で博士（法学）。2004年4月北海道大学大学院法学研究科付属高等法政教育研究センター助手、2007年同大学院法学研究科専任講師、2008年東京理科大学基礎工学部教養（北海道・長万部キャンパス）専任講師、2015年同准教授。2017年帝京大学文学部史学科准教授を経て、2020年4月から現職。

## 学会活動
初期アメリカ学会理事（2012〜2020年）。日本ピューリタニズム学会常務理事（2021・2022年度）。日本アメリカ学会評議員。日本政治学会年報編集委員（2019年I号）。

## 著書

### 単著
- 『アメリカ連邦政府の思想的基礎――ジョン・アダムズの中央政府論』（溪水社、2008年）

### 共著
- （神保哲生・宮台真司・渡辺靖・佐藤伸行・西山隆行・木村草太・春名幹男）『反グローバリゼーションとポピュリズム――「トランプ化」する世界　（激）トーク・オン・ディマンドvol.11』（光文社、2017年）

### 単行本所収論文等
- 「アメリカの建国――共和国における王政的権力の再構成」『岩波講座政治哲学第2巻――啓蒙・改革・革命』（岩波書店、2014年）所収
- 「植民地時代アメリカの諸思想」社会思想史学会編『社会思想史事典』 (丸善出版、2019年）所収
- 「第6章　大西洋のアメリカと太平洋のアメリカ」山下範久編著『教養としての世界史の学び方』（東洋経済新報社、2019年）所収

### 翻訳
- J.G.A. ポーコック『島々の発見――「新しいブリテン史」と政治思想』（犬塚元監訳、安藤裕介・片山文雄・古城毅・中村逸春と共訳、名古屋大学出版会、2013年）
- イリジャ・H・グールド『アメリカ帝国の胎動――ヨーロッパ国際秩序とアメリカ独立』（森丈夫監訳、松隈達也・笠井俊和・朝立康太郎・田宮晴彦と共訳、彩流社、2016年）
- デイヴィッド・アーミテイジ「コスモポリタニズムと内戦」訳・解題、成田龍一・長谷川貴彦編『〈世界史〉をいかに語るか――グローバル時代の歴史像』（岩波書店、2020年）所収